# 压水反应堆
压水反应堆（Pressurized Water Reactor，缩写为PWR）是美国贝蒂斯原子动力研究所开发成功的一种轻水核反应堆。所有的压水反应堆利用普通水作为冷却剂和中子慢化剂。
压水堆原本设计用作核潜艇的核能船舶用推进，并被用于在码头市核电站（Shippingport Atomic Power Station）第二个商业核电厂原始设计中。
压水反应堆技术自第一代至第三代反应堆中被广泛应用，目前商转的第三代核反应堆中除日本的先进沸水堆外所有其余四种技术均为压水堆（中国的ACPR-1000(+)乃至华龙一号、韩国的APR-1400以及俄罗斯的水-水高能反应堆），而商转的五种三代半反应堆中四种为（轻水）压水堆，另外一种为重水压水堆。目前在美国运行的压水反应堆被认为是第二代核反应堆。俄罗斯水-水高能反应堆类似于美国压水反应堆。法国运行的许多压水反应堆生产法国的大部分电力。

## 概要

压水反应堆原理示意图

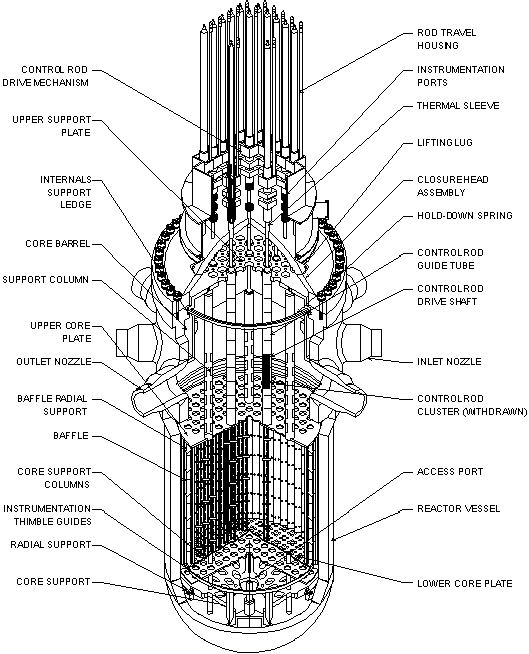
压水反应堆的圧力容器

目前全世界核电站、核潜艇和核动力航空母舰等使用的反应堆中均以压水堆为主，截至2000年底，全世界有258座运行中的反应堆，占总数的64.6%。
压水反应堆利用轻水（普通水H2O）作为冷却剂和中子慢化剂。其冷却系统由两个循环回路组成。一回路连接着堆芯和二回路中的蒸汽发生器，回路内压力保持在150个大气压左右，在此压力下可将一回路水加热至约343℃而不沸腾。一回路水在二回路蒸汽发生器的传热管中将压力约为70个大气压左右的二回路水加热至沸腾（温度约260℃），形成的水蒸气（过滤掉混杂的液态水后）再通过二回路送至汽轮机，推动渦輪發動機运转。在传热管中释放热能的一回路水以290℃左右的温度回流至堆芯，完成一回路循环。从汽轮机流出的二回路水经冷凝器凝结为液态水后，回流至蒸汽发生器，完成二回路循环。
反应堆堆芯位于压力壳内，由排列为方形的燃料组件组成。燃料一般是富集程度(濃縮度)在2%～4.4%的烧结二氧化铀。
和沸水反应堆相比，压水堆堆芯体积更小，堆芯的功率密度较大（大型压水堆的堆芯功率密度可达100千瓦/升），压水堆的发电效率约为33%；但由于堆芯中的工作压力和温度都较沸水堆高，因此对反应堆材料性能的要求也较沸水堆更高。

## 事故
- 三哩島核泄漏事故：主要涉及人為的操作疏失及機械故障。